# Malcolm i midten
Malcolm i midten er en amerikansk sitcom skabt af Linwood Boomer for Fox Network. Serien blev sendt første gang i USA 9. januar 2000, og sluttede først 6½ år senere 14. maj 2006, efter syv sæsoner og 151 episoder. Serien modtog kritisk anerkendelse og vandt syv Emmy Awards, en Grammy og var nomineret til syv Golden Globes.

## Plot
Serien havde Frankie Múñiz som Malcolm, den tredjefødte af fire, fem i senere episoder, sønner af Lois (Jane Kaczmarek) og Hal (Bryan Cranston). Den ældste, Francis (Christopher Masterson), var sendt til militærskole, væk fra de tre brødre Reese (Justin Berfield), Malcolm (Frankie Muniz), Dewey (Erik Per Sullivan) og i fjerde sæson Jamie (James og Lukas Rodriguez i senere sæsoner) boende hjemme. Malcolm er det midterste barn stadig boende hjemme, deraf showets titel. De første sæsoner fokuserer på Malcom, hans tanker og hans omgang, senere sæsoner udvider fokus til andre familiemedlemmer og venner af familien.
Serien var anderledes fra andre, idet Malcom gennembrød den fjerde væg og talte direkte til publikum. Serien blev optaget ved at bruge et enkelt kamera og brugte hverken dåselatter, eller et live studio publikum, kun lydeffekter. For at simulere stilen fra et time langt drama, blev Malcolm i Midten optaget på film i stedet for video. Et andet unik aspekt ved Malcolm i Midten er den kolde åbning ved hver start, der ikke er relaterede til hovedhistorien. Undtagelse var episoder, som var todelte. Disse episoder åbnede med et resume af den tidligere episode.

## Karakterer
- Malcolm , spillet af Frankie Muniz er den smarteste medlem af familien. Malcolm er også det midterste barn. Han går normalt imod familiens plan og gør alting værre. Hans bedste ven er Stevie og var det til seriens slut. I seriens finale, kom Malcolm ind på Harvard University, men skulle studere det materiale, han ikke vil, politik. Han bliver ofte nævnt som en Kreylboyne, der i showet er en nedsættende betegnelse for en nørd, opkaldt efter den lærer som underviser Malcolms begavede klasse.
- Lois , spillet af Jane Kaczmarek er moren i familien.
- Hal , spillet af Bryan Cranston er den ansvarsløse far.
- Francis , spillet af Christopher Masterson (krediterede som Christopher Kennedy Masterson) den ældste søn, som altid havnede i problemer og blev derfor sendt til militærskole
- Reese , spillet af Justin Berfield er familiens bølle.
- Dewey , spillet af Erik Per Sullivan er det yngste hjemmeboende søn indtil Jamie bliver født.
- Jamie , spillet af James og Lukas Rodriguez (senere episoder) eller Sara og Jessica Sanford (tidligere episoder)